# Saison 9 de C'est Moi le Chef !
 (mars 2021).
Si vous disposez d'ouvrages ou d'articles de référence ou si vous connaissez des sites web de qualité traitant du thème abordé ici, merci de compléter l'article en donnant les références utiles à sa vérifiabilité et en les liant à la section « Notes et références ».
Chronologie
Saison 8
Cet article présente le guide des épisodes de la neuvième et dernière saison de la série télévisée américaine Last Man Standing.

## Généralités
- Elle est diffusée entre le 3 janvier 2021 et le 20 mai 2021 sur le réseau FOX.

### Synopsis
Mike Baxter est un heureux père de famille et un directeur marketing dans un magasin de sport à Denver, dans le Colorado. C'est également un homme vivant dans un monde dominé par les femmes en particulier dans sa maison avec sa femme et ses trois filles, dont l'une est une mère célibataire.

## Distribution de la saison

### Acteurs principaux
- Tim Allen (VF : Michel Papineschi) : Mike Baxter
- Nancy Travis (VF : Martine Irzenski) : Vanessa Baxter
- Molly McCook (en) (VF : Anouck Hautbois) : Amanda Elaine « Mandy » Baxter
- Kaitlyn Dever (VF : Leslie Lipkins) : Eve Baxter
- Amanda Fuller (VF : Audrey Sablé) : Kristin Beth Baxter
- Jordan Masterson (en) (VF : Philippe Ariotti) : Ryan Vogelson, père de Boyd
- Christoph Sanders (VF : Hervé Grull) : Kyle Anderson
- Jet Jurgensmeyer (en) (VF : Sophie Froissard) : Boyd Baxter
- Jonathan Adams (VF : Thierry Desroses) : Chuck Larabee, voisin de Mike et Vanessa
- Hector Elizondo (VF : François Jaubert) : Edward « Ed » Alzate
- Krista Marie Yu : Jen

### Acteurs récurrents et invités
- Jay Leno : Joe
- Bill Engvall (en) : Reverend Paul

## Épisodes

### Épisode 1:Le temps file
- États-Unis : 3 janvier 2021 sur FOX

### Épisode 2:Papa Bricolo
- États-Unis : 7 janvier 2021 sur FOX

### Épisode 3:Mike le mentor
- États-Unis : 14 janvier 2021 sur FOX

### Épisode 4:Le retour de Jen
- États-Unis : 21 janvier 2021 sur FOX

### Épisode 5:Compétition bienveillante?
- États-Unis : 28 janvier 2021 sur FOX

### Épisode 6:Joe lapinou et son héritage
- États-Unis : 4 février 2021 sur FOX

### Épisode 7:Échange de bons procédés
- États-Unis : 11 février 2021 sur FOX

### Épisode 8:Savoir s'occuper de ses affaires
- États-Unis : 18 février 2021 sur FOX

### Épisode 9:Au grill, ce n'est pas le Pérou
- États-Unis : 25 février 2021 sur FOX

### Épisode 10:Privé de viande
- États-Unis : 4 mars 2021 sur FOX

### Épisode 11:Grand-mère Nounou
- États-Unis : 11 mars 2021 sur FOX

### Épisode 12:Accouchement à domicile
- États-Unis : 18 mars 2021 sur FOX

### Épisode 13:Passation de pouvoir
- États-Unis : 25 mars 2021 sur FOX

### Épisode 14: Dînette et Homélie
- États-Unis : 8 avril 2021 sur FOX

### Épisode 15:Figures paternelles
- États-Unis : 15 avril 2021 sur FOX

### Épisode 16:Question d'éducation
- États-Unis : 22 avril 2021 sur FOX

### Épisode 17:Amour et négociation
- États-Unis : 29 avril 2021 sur FOX

### Épisode 18:Question de souplesse
- États-Unis /  Canada : 6 mai 2021 sur FOX

### Épisode 19:Passion commune
- États-Unis /  Canada : 13 mai 2021 sur FOX

### Épisode 20:La leçon de camping
- États-Unis /  Canada : 20 mai 2021 sur FOX

### Épisode 21:La fin d'une ère
- États-Unis /  Canada : 20 mai 2021 sur FOX